# Смирнов, Фёдор Иванович
Фёдор Иванович Смирнов (21 февраля 1923, Кимры Тверская губерния, СССР — 17 сентября 1988, Ленинград, СССР) — советский живописец, заслуженный художник РСФСР, член Ленинградской организации Союза художников РСФСР.

## Биография
Смирнов Фёдор Иванович родился 21 февраля 1923 года в старинном городе Кимры Тверской губернии. В годовалом возрасте вместе с родителями переехал в Ленинград. Увлечение рисованием приводит Фёдора Смирнова в студию Ленинградского Дворца пионеров, где он занимается у известного педагога К. А. Кордобовского.
С сентября 1941 года по май 1945 — в действующей армии, участник Великой Отечественной войны. Воевал в артиллерийской разведке на Ленинградском, 2-м Прибалтийском и 3-м Прибалтийском фронтах. Демобилизовался в звании сержанта. Награждён медалями «За оборону Ленинграда», «За боевые заслуги», «За победу над Германией».
После демобилизации в 1947 году поступает в Ленинградское художественно-педагогическое училище (ныне им. Н. Рериха), которое оканчивает в 1950 году. В том же году был принят на первый курс Ленинградского института живописи, скульптуры и архитектуры имени И. Е. Репина, который окончил в 1956 году по мастерской Виктора Орешникова. Дипломная работа — картина «Любимая песня. Чапаевцы».
В 1957 году за участие во Всесоюзной художественной выставке принят в члены Ленинградского Союза художников. Постоянно участвовал в выставках с 1957 года, экспонируя свои работы вместе с произведениями ведущих мастеров изобразительного искусства Ленинграда. С 1958 года начинает преподавать в Ленинградском Высшем художественно-промышленном училище имени В. И. Мухиной. В 1979 году избран заведующим кафедрой общей живописи, в 1980 году присвоено почётное звание заслуженный художник РСФСР.
Скончался 17 сентября 1988 года в Ленинграде на 66-м году жизни. 
Произведения Ф. И. Смирнова находятся в Государственном Русском музее в Петербурге, в музеях и частных собраниях в России, Великобритании, Франции и других странах.

## Выставки
- 1956 год Ленинград: Выставка дипломных работ Института живописи, скульптуры и архитектуры им. И. Е. Репина.
- 1957 год Москва: Всесоюзная художественная выставка, посвященная 40-летию Великой Октябрьской социалистической революции.
- 1958 год Ленинград: Осенняя выставка произведений ленинградских художников.
- 1960 год (Ленинград): Выставка произведений ленинградских художников 1960 года.
- 1960 год (Ленинград): Выставка произведений ленинградских художников.
- 1965 год (Ленинград): Весенняя выставка произведений ленинградских художников.
- 1974 год (Ленинград): Весенняя выставка произведений ленинградских художников.
- 1975 год (Ленинград): Наш современник. Зональная выставка произведений ленинградских художников.
- 1979 год (Ленинград): Выставка произведений художников - ветеранов Великой Отечественной войны.
- 1997 год (Петербург): Связь времён. 1932—1997. Художники — члены Санкт-Петербургского Союза художников России.